# Bobos
Termín bobo je abreviace dvou předtím existujících slov buržoazie a bohémství (bourgeois bohemian), označující nově vzniklou sociální elitu v západních zemích. V této podobě jej celosvětově proslavil americký novinář a spisovatel David Brooks ve své knize Bobos in Paradise. Poprvé se ovšem termín objevuje v podobě lili-bobo (zkratka slov liberálně-liberteriánský buržoazní bohém) v díle francouzského sociologa Michela Clouscarda.

## Počátky bobo
V padesátých letech byli v Americe vládnoucí elita takzvaní waspové, neboli waspovská elita. Zakládali si na svých mravech a předcích, po kterých zdědili své bohatství. Svou pozici odvozovali od svého původu nikoli od svých intelektuálních dovedností. Brooks je kritizuje za jejich elitářství a segregaci. Jejich úpadek započal s otevřením vysokých škol i lidem z jiných ekonomických vrstev. Došlo tak k tomu, že se i člověk mimo majetné vrstvy mohl vypracovat na vysoké pozice. Šedesátá léta se vyznačovala kulturními revolucemi a odmítáním všeho spojeného s předcházející americkou elitou. Postupně se začala vyvíjet nová elita - intelektuální. Nástup informačního věku dal vzniknout zcela novým profesním kategoriím. Najednou se platová propast mezi vzdělanými a nevzdělanými zněkolikanásobila a původně chudé, bohémské vzdělané elity zjistily, jaké je to disponovat obrovským jměním. Začaly zastávat pozice, proti kterým původně bojovaly, a začaly se potýkat s tím, aby se nestaly odsuzovanou waspovskou elitou. A tak se spájí vzpoura šedesátých a sedmdesátých let s výkonem let osmdesátých a vytváří se nová elita. Všeobecně se začínají přijímat nová pravidla asimilující principy buržoazie a bohémství a vzniká bobo.  

## Znaky
Bobo se vyznačuje důrazem na práci, ambicemi a zároveň i bohémstvím, tolerancí a otevřeností. Je umírněný a střídmý. Může být označen za alternativního kapitalistu. Rád nakupuje drahé věci, ale rozhodně ne okázalé. Bobo není materialista, vyznává funkčnost, originalitu a kvalitu. Podle bobo není špatné utratit velkou sumu za praktické každodenní věci, doporučené odborníky, které nepůsobí nijak luxusně a ani nejsou nijak komerčně známé. Naopak se vyhraňuje proti snobství, luxusu a okázalosti, které jsou podle něj vulgární a nepřípustné. Odmítá jakoukoliv reklamu. Svoji práci považuje více za koníčka než za povinnost a tráví v zaměstnání dlouho dobu. Je to pro něj cesta k sebenaplnění a seberealizaci. Velké množství peněz, které vydělá, je ochotný utratit za svoje další drahé záliby a za vybavení, které k nim potřebuje a často ani účelně nevyužije. Takovým typickým sportem je golf. Jeho mottem je sportem ku zdraví. Dále také vydává velké obnosy peněz za dobročinné a humanitární akce a na životní prostředí. Rád cestuje a nebojí se navštívit neobvyklá a odlehlá místa i na úkor pohodlí. V domácnosti je pro něho jedna z nejdůležitějších místností kuchyně, která je typicky obrovská. Díky rozšíření kuchyně a odstraněním přebytečných stěn byl vytvořen otevřený prostor, který je i dnes moderní.

### Spiritualita
60. léta měla vzhledem k náboženství emancipační charakter, následkem čehož došlo k uvolnění poměrů doposud zkostnatělého spirituálního smýšlení ve společnosti. Lidé začali uvažovat individuálně a zároveň realizovali nejrůznější formy svých duchovních ambicí. Po určité době začalo být jasné, že lidem chyběla kolektivní forma sdílení duchovních hodnot a tudíž došlo k návratu k tradičnějším formám, které ale byly ochuzeny o autoritářský prvek, což zapříčinilo vznik tzv. flexidoxie, která je charakterizována jako kompromis liberálních a ortodoxních hodnot. Bobo tedy ambivalentně uznávali určité principy pravidel, která obecně náboženství ukládalo, ale zároveň nepodléhali submisivnímu chování vůči těmto pravidlům.

### Politické hodnoty
Kompromis dominuje i v oblasti politického života bobo. Nelze jednoznačně určit, jaké hodnoty bobo vyznávají, protože jejich hodnoty jsou mnohdy nastaveny jako průsečík mnoha protipólů v rámci různých politických přesvědčení napříč celým spektrem. Zachovávají si autonomní stanovisko, které jim neumožňuje opoziční aktivity. Proběhnuvší společenské změny v 60. a 80. letech reflektovaly individualismus a svobodu, v reakci na tyto změny bobo začali vyznávat hodnoty společenství a regulace. Bobo tedy raději než bezbřehou svobodu respektovali spíše kontrolu a odpovědnost, což mělo zajistit eliminaci násilnických, revolučních tendencí společnosti, které měly být nahrazeny reformami. Za nejlepší způsob, jakým lze řešit jakékoliv politické a sociální problémy, je dle bobo považován způsob eliminace jakéhokoliv problému na lokální úrovni.